# 明日への願い
「明日への願い」（原題: It Don't Come Easy）は、リンゴ・スターが1971年に発表したシングル。本国イギリスでは、リンゴにとって初のソロ・シングルとなった。

## 解説
A面「明日への願い」は、リンゴがアルバム『センチメンタル・ジャーニー』（1970年）制作時には書き始めていた曲で、ビートルズ時代の同僚だったジョージ・ハリスンがプロデュースと演奏で参加し、作者としては記載されていないが曲作りにも大きく貢献した。アメリカの『ビルボード』誌では最高位4位、1971年度年間ランキング43位、『キャッシュボックス』誌では最高位1位、1971年度年間ランキング25位を記録し、彼がジョン・レノンやポール・マッカートニーよりも先に全米No.1を手にした事で大きな話題となった。イギリスでも最高位4位を獲得し、英米で大ヒットとなった。リンゴのソロ・キャリアを代表する楽曲の一つで、1971年8月に開かれた『バングラデシュ難民救済コンサート』や、1989年以降のリンゴ・スター&ヒズ・オールスター・バンドによるツアーでも歌われた。
B面「1970年代ビートルズ物語」（原題: Early 1970）の歌詞は、1番でマッカートニー、2番でレノン、3番でハリスンのことを歌った内容で、最後は「3人全員に会いたい」と締めくくられる。2年後、リンゴはソロ第3作『リンゴ』（1973年）で、3人全員と共演することとなった。
発表当時は2曲ともオリジナル・アルバム未収録で、ベスト・アルバム『想い出を映して』（1975年）に収録されていたが、『リンゴ』（1973年）がCD化された際、ボーナス・トラックとして収録された。

## 参加ミュージシャン
- リンゴ・スター - ボーカル、ドラムス
- ジョージ・ハリスン - ギター

下記のミュージシャンはA面のみ参加
- スティーヴン・スティルス - ギター
- ゲイリー・ライト - ピアノ
- クラウス・フォアマン - ベース
- ロン・カッターモール - サクソフォーン、トランペット